# St. Francisville (Louisiana)
St. Francisville è un comune degli Stati Uniti d'America, situato nello Stato della Louisiana, in particolare nella parrocchia di West Feliciana, della quale è il capoluogo.